# نورلاند للطيران
نورلاند للطيران (بالإنجليزية: Norlandair)‏، شركة طيران آيسلندية.